# إميل كون

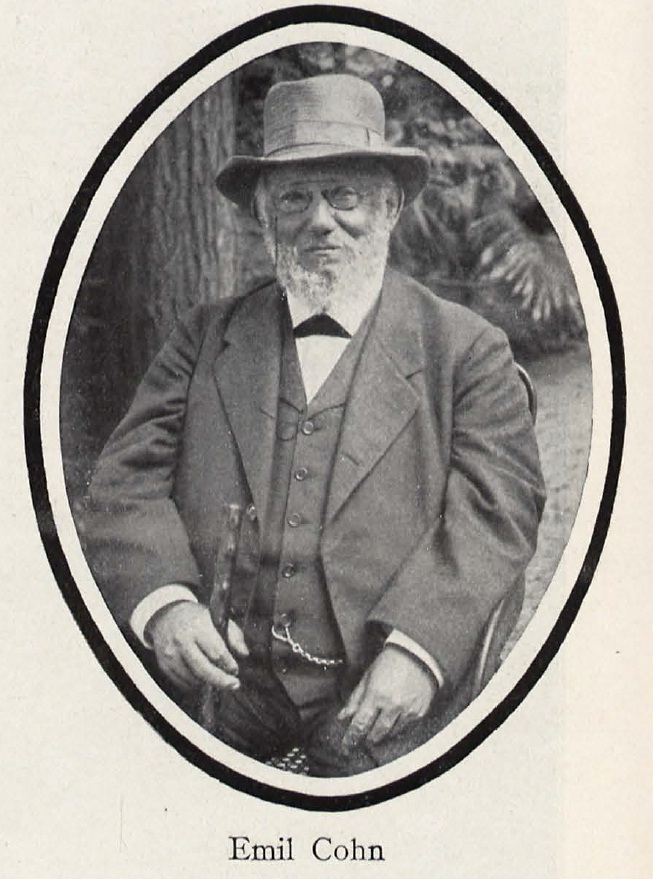
إميل كون

إميل كون (بالألمانية: Emil Cohn) هو فيزيائي ألماني، ولد في 28 سبتمبر 1854 في نويشتريليتز في ألمانيا، وتوفي في 28 يناير 1944 في Ringgenberg ‏ في سويسرا.